# Fred Gehler
Fred Gehler (* 1. März 1937 in Crottendorf; † 13. April 2023) war ein deutscher Filmkritiker und Filmpublizist. Von 1994 bis 2003 war er Intendant des Filmfestivals DOK Leipzig.

## Leben
Gehler studierte von 1957 bis 1961 Journalismus an der Fakultät für Journalistik der Universität Leipzig und übernahm direkt im Anschluss eine Assistentenstelle an der Fakultät. Schon seit den 1950ern schrieb Gehler Filmkritiken für die Wochenzeitung Sonntag und die Fachzeitschriften Deutsche Filmkunst und Film und Fernsehen.
Im Jahr 1960 war Gehler erstmals Gast bei der Gesamtdeutschen Leipziger Woche für Kultur- und Dokumentarfilm, woraus sich später das DOK Leipzig entwickelte.
Nachdem er in seinen Zeitschriftenbeiträgen die Filmpolitik und den Filmeinkauf mehrfach kritisiert hatte, initiierte die ZK-Abteilung Agitation im Sommer 1965 einen Artikel unter dem Titel Cui bono – Fred Gehler? in der Zeitschrift Sonntag, der Gehler diffamierte. Er verlor seine Arbeitsstelle an der Universität und arbeitete fortan freischaffend.
Im Sommer 1968 schrieb er für die westdeutsche Zeitschrift Filmkritik über den Film Ich war neunzehn. Horst Knietzsch rügte Gehler öffentlich im Neuen Deutschland, weil er als DDR-Bürger in Westdeutschland publiziert und die differenzierte Darstellung der Roten Armee im Film gelobt hatte. Gehler erhielt vorübergehend Schreibverbot bei der Zeitschrift Sonntag und die von ihm herausgegebene Klubzeitschrift film wurde verboten. Im November 1968 wurde Gehler durch den Intendanten Wolfgang Harkenthal von der Dokwoche Leipzig ausgeschlossen.
Ebenfalls 1968 wurde Gehler jedoch künstlerischer Mitarbeiter des Filmkunsttheater Casino am Neumarkt in Leipzig. Dort war er zuständig für das Archivprogramm und zeigte zwei Mal wöchentlich nationale und internationale Filme aus dem Staatlichen Filmarchiv sowie DDR-Premieren internationaler Filme. Das Casino wurde bekannt für Gehlers Filmauswahl und seine filmhistorisch lehrreichen Einleitungen vor den Filmen.
Im selben Jahr begann Gehlers Tätigkeit als inoffizieller Mitarbeiter (IM) für das Ministerium für Staatssicherheit (MfS). Er lieferte Informationen über private und berufliche Kontakte, darunter zu westdeutschen Besuchern des Filmfestivals, sowie ihm unbekannte Leipziger Bürger, auf die er als Spitzel angesetzt wurde. Möglicherweise war eine Motivation zur Zusammenarbeit mit dem MfS für Gehler, sich selbst vor Repression zu schützen. Er berichtete meist mündlich in konspirativen Wohnungen und gab dabei private Informationen weiter. Nachdem er zunächst „sehr intensiv mit dem MfS kooperierte“ ging ab Anfang der 1970er Jahre der Nutzwert seiner Berichte und seine Treffdisziplin zurück, woraufhin das MfS den IM-Vorgang im November 1976 beendete.
Ab den 1970ern erstellte Gehler gemeinsam mit Ullrich Kasten über 50 filmische Porträts von Filmschaffenden.
Gehler gab an, nach seinem Ausschluss erst 1977 im Auftrag der Zeitschrift Sonntag wieder die Leipziger Dokwoche besucht zu haben.
Gehler soll bereits 1990 als Festivalintendant vorgeschlagen worden sein. Aber erst nachdem Christiane Mückenberger an Krebs erkrankt und 1993 deswegen von diesem Posten zurückgetreten war, sagte er auf erneute Anfrage zu. Von 1991 bis 1993 war er bereits an der Programm- und Auswahlarbeit für das Festival beteiligt. Nach zehn Jahren kündigte er 2003 an, den Posten des Intendanten abzugeben. Seine wichtigste Aufgabe in dieser Zeit war der Erhalt und die Weiterentwicklung des Festivals in den Umbrüchen der Wende. 2004 wurde sein Nachfolger Claas Danielsen. Nach seiner Zeit als Festivalintendant wurde Gehler 2005 Vorsitzender des Stiftungsrats des DOK Leipzig.
Gehler wurde 1997 zum Kultursenator des Freistaates Sachsen berufen und beendete diese Tätigkeit Ende 2007. Das sächsische Kultusministerium benannte Gehler 1999 als Mitglied des Stiftungsrates der DEFA-Stiftung, dessen Vorsitz er 2005 übernahm. 
Im Jahr 2012 enttarnte der Historiker Andreas Kötzing Gehler als „IM Walter“, der von 1968 bis 1976 tätig war. Gehler bestritt die Vorwürfe, wobei er die IM-Akten „fingiert“ und seine Verpflichtungserklärung zum IM Walter „gefälscht“ nannte, trat jedoch aus dem Stiftungsrat der DEFA-Stiftung zurück.

## Auszeichnungen
- 1978: Heinrich-Greif-Preis III. Klasse

## Schriften (Auswahl)
- Marcello Mastroianni. Henschelverlag, 1973, DNB 740602527.
- als Herausgeber: Regiestühle international. Henschelverlag, 1987, ISBN 3-362-00132-7.
- mit Ullrich Kasten: Friedrich Wilhelm Murnau. Henschelverlag, 1990, ISBN 3-362-00373-7.
- mit Ullrich Kasten: Fritz Lang, die Stimme von Metropolis. Henschelverlag, 1990, ISBN 3-362-00522-5.
- mit Rüdiger Steinmetz (Hrsg.): Dialog mit einem Mythos. Ästhetische und politische Entwicklungen des Leipziger Dokumentarfilm-Festivals in vier Jahrzehnten. Vorträge und Diskussionen des Symposiums anläßlich des 40. Festivals 1997, zugleich VII. Hochschultage für Medien und Kommunikation. Universitätsverlag Leipzig, 1998, ISBN 3-933240-38-7.

## Filmografie (Auswahl)
- 1975: Potemkin frei (Szenarium)

Diese Filme entstanden in Zusammenarbeit mit Ullrich Kasten bei Drehbuch und/oder Regie:
- 1974: Dsiga Wertow – das Filmauge (Drehbuch und Regie)
- 1976: Ein Regisseur namens Piel Jutzi (Drehbuch)
- 1991: … nur ein Komödiant – Heinrich George (Fernseh-Essayreihe)
- 1991: … nur ein Komödiant – Werner Krauß (Fernseh-Essayreihe)
- 1991: … nur ein Komödiant – Emil Jannings (Fernseh-Essayreihe)
- 1991: … nur ein Komödiant – Eugen Klöpfer (Fernseh-Essayreihe)
- 1993: Heinrich George – von der Schuld und der Sühne (Regie)
- 1995: G. W. Pabst oder Das Prinzip Hoffnung (Regie)
- 1996:  Die DEFA – Zwischen Utopie und Wirklichkeit (dreiteilige Dokumentationsreihe)
- 1997: Unser kurzes Leben (Regie)
- 1997: Der liebe Gott in Berlin – Gerhard Klein 1920–1970 (Regie)
- 1997: Rückkehr aus großer Entfernung – Die Filme des Egon Günther (Regie)
- 1998: Eigentlich ist nichts geschehen – Der Film des Prager Frühlings (Regie)

## Filme
- 2005: Zeitzeugengespräch: Fred Gehler. (150 Minuten, Interview von Ralf Schenk)